# دیرین‌مارمولک‌ریختان
دیرین‌مارمولک‌ریختان (به لاتین: Paleoanguimorpha) یک کلاد از مارمولک‌ریختان است که شامل Shinisauria (که امروزه توسط شینیسورها نمایندگی می‌شود) و Goannasauria (امروزه توسط بزمجه‌واران نمایندگی می‌شود که شامل خانواده‌های بزمجه بی‌گوش و بزمجه‌ایان است). مطالعات ریخت‌شناسی در گذشته همچنین گلمیخ‌پوست و پیتونومورف‌ها را با بزمجه‌واران در کلاد Platynota طبقه‌بندی می‌کردند، در حالی که مارمولک کروکودیل چینی به عنوان بیگانه‌سورید طبقه‌بندی می‌شد. کار مولکولی کنونی از این گروه‌بندی‌ها پشتیبانی نمی‌کند و در عوض هلودرماتیدها را بیشتر به Diploglossa در گروه خواهری نومارمولک‌ریختان مرتبط می‌داند، در حالی که مارمولک تمساح چینی نزدیک‌ترین گونه زنده نسبت به بزمجه‌واران است. پیتونومورف‌هایی که امروزه توسط مارها نشان داده می‌شوند ارتباط نزدیکی با بزمجه‌واران ندارند و در عوض دودمان خواهری مارمولک‌ریختان و ایگواناسانیان در کلاد زهرداران (Toxicofera) هستند.